# Natàlia Negoda
Natàlia Ígorevna Negoda (rus: Ната́лья И́горевна Него́да; Moscou, 12 de novembre de 1963) és una actriu soviètica i russa, coneguda pel paper de Vera a Màlenkaia Vera.
Negoda es va traslladar als Estats Units d'Amèrica a principis dels anys 90, però va tornar a Rússia el 2007. Ha estat una veu pública crítica amb Vladímir Putin i va signar una declaració on es demanava l'alliberament de Pussy Riot.

## Biografia
Filla de la directora Tamara Pavliutxenko i de l'actor ígor Negoda, Natalia Negoda es va llicenciar a l'escola-estudi МХАТ el 1986 i es va convertir en actriu al teatre juvenil de Moscou (1986-1988). El seu debut a la pantalla va tenir lloc el 1987, amb el paper d'una escolar en el drama bèl·lic Zavtra bilà voinà. Va fer-se coneguda pel paper de Vera a Màlenkaia Vera, la primera pel·lícula soviètica a incloure una escena sexual.
Natàlia Negoda va ser declarada actriu de l'any per la revista Sovetski Ekran i va rebre el premi Nika a millor actriu el 1988. Fou la primera soviètica a aparéixer a Playboy. Es va mudar als Estats Units a principis dels anys 90, on va fer quatre pel·lícules sense gaire èxit. El 2007 va tornar a Moscou i va continuar actuant, essent guardonada amb una àguila daurada pel paper a Tambourine, Drum el 2009.